# Йохан IV (Мекленбург)
Йохан IV (на немски: Johann IV, Herzog zu Mecklenburg; * пр. 1370; † 16 октомври 1422, Шверин) е от 1384 до 1395 г. самостоятелен владетел и до 1422 г. като съ-регент като херцог на Мекленбург.

## Живот
Той е единственият син на херцог Магнус I от Мекленбург (1345 – 1384) и съпругата му Елизабет от Померания-Волгаст, дъщеря на херцог Барним IV от Померания.
След смъртта на баща му той управлява страната заедно с братовчед си Албрехт IV (1383 – 1388) и чичо си Албрехт III (1384 – 1412), също и с неговите двама сина Ерих I († 1397) и Албрехт V (1412 – 1423). По време на затвора на Албрехт III той управлява сам до неговото освобождение през 1395 г.
Йохан IV се жени за Юта фон Хоя, която умира през 1415 г. През 1416 г. той се жени втори път за Катарина фон Саксония-Лауенбург (1400 – 1450), дъщеря на херцог Ерих IV от род Аскани. Катарина е вдовица на Йохан VII фон Верле († 1414).
На 13 февруари 1419 г. Йохан IV основава университет Росток заедно с Албрехт V фон Мекленбург и съвета на ханзаград Росток като пръв университет в Северна Германия и на цялата територия край Балтийско море.
Йохан IV помага на чичо си Албрехт III в борбата за трона в Швеция и вероятно там е вожд на Виталийските братя.
След смъртта му през 1422 г. съпругата му Катарина е до 1436 г. регентка на сина им Хайнрих IV.

## Деца
Йохан IV и Катарина имат децата:
- Хайнрих IV (1417 – 1477), херцог на Мекленбург
- Йохан V (1418 – 1442), херцог на Мекленбург